# Luca Schnellbacher
Luca Pascal Schnellbacher (* 6. Mai 1994 in Höchst im Odenwald) ist ein deutscher Fußballspieler. Er steht bei der SV Elversberg bis Sommer 2028 unter Vertrag.

## Karriere
Schnellbacher stammt aus Höchst im Odenwald und begann 1998 beim ortsansässigen TSV Höchst mit dem Fußballspielen. In der Folge durchlief er bis 2012 die Jugendabteilung vom SV Darmstadt 98. Dann wechselte er zu Eintracht Frankfurt. In der Saison 2012/13 war er in der A-Jugend Stammspieler auf der Position des Mittelstürmers und mit 13 Toren bester Torschütze der Eintracht. Außerdem erzielte er im DFB-Junioren-Vereinspokal drei Tore. Schnellbacher stand auch ein Mal im Kader der zweiten Mannschaft der Eintracht, kam jedoch nicht zum Einsatz.
Zur Saison 2013/14 ging er in die Dritte Liga zum SV Wehen Wiesbaden. Er unterschrieb einen Drei-Jahres-Vertrag, der später um ein weiteres Jahr verlängert wurde. Nach der Saison 2016/17 erhielt er vom SV Wehen Wiesbaden kein neues Vertragsangebot und wechselte daraufhin zum Ligakonkurrenten VfR Aalen. Nach dem Abstieg Aalens unterschrieb Schnellbacher zur Saison 2019/20 einen Dreijahresvertrag bei Preußen Münster. Mit der Mannschaft stieg er am Ende seiner ersten Saison jedoch ebenfalls ab.
Daraufhin verließ Schnellbacher die Münsteraner im Sommer 2020 und wechselte zur SV Elversberg in die Regionalliga Südwest, bei der er einen Zweijahresvertrag unterschrieb. Da der Saarlandpokal aufgrund der COVID-19-Pandemie auf den August verschoben wurde, spielte Schnellbacher bereits für die SV Elversberg und erzielte im Pokalfinale ein Tor für die SVE. Auch beim 4:2-Sieg in der folgenden 1. Runde des DFB-Pokals gegen den FC St. Pauli steuerte er zwei Treffer bei. In der Liga gelangen ihm in seiner ersten Saison in 35 Spielen 14 Tore, womit er in der mannschaftsinternen Torschützenliste auf dem dritten Platz landete. In seiner zweiten Spielzeit gelang ihm mit zehn Toren erneut eine zweistellige Trefferzahl, womit er zum Aufstieg der Mannschaft in die dritte Liga beitrug. Dort spielten die Elversberger in der anschließenden Saison 2022/23 eine überraschend starke Rolle und erreichten als Meister der Liga den direkten Durchmarsch in die 2. Bundesliga. Obwohl Schnellbacher selbst insgesamt elf der 38 Spiele aufgrund von Verletzungen oder Sperren verpasste, wurde er mit 14 Toren in 27 Einsätzen dabei der beste Torschütze seiner Mannschaft.

## Erfolge
- Meister der 3. Liga und Aufstieg in die 2. Bundesliga: 2023
- Meister der Regionalliga Südwest und Aufstieg in die 3. Liga: 2022
- Hessenpokalsieger: 2017
- Saarlandpokal-Sieger: 2020, 2021, 2022, 2023
- Gewinner Tor des Monats[11] Dezember 2021